# 湯姆·勞倫斯
湯姆·勞倫斯（英語：Tom Lawrence；1994年1月13日—）是一位威爾士足球運動員。在場上的位置是前鋒。他現在效力於蘇格蘭足球超級聯賽球隊流浪者。他出身自曼聯青訓營。他也代表威爾士國青隊參賽。

## 外部連結
- 足球数据库：湯姆·勞倫斯的球员统计数据
- Profile （页面存档备份，存于） at ManUtd.com
- Profile at faw.org.uk